# サンタンデール湾
サンタンデール湾（スペイン語: Bahía de Santander）は、スペイン・カンタブリア州にある、大西洋のビスケー湾南部に開けた湾である。

## 地理

### 地勢
湾口から湾奥までの長さは約9km、幅は約5kmであり、面積は22.42km2である。カンタブリア海と呼ばれるビスケー湾南部ではもっとも大きな湾である。カンタブリア州の州都サンタンデールを中心とするサンタンデール＝トレラベーガ都市圏はサンタンデール湾に面しており、カンタブリア州の人口の約半分がサンタンデール湾周辺に集中している。一帯の人口は約20万人であり、人口密度は約500人/km2である。

### 島
サンタンデール湾内にはサンタ・マリーナ島、モウロ島、トーレ島、ペドロサ島があり、浅瀬から水面から顔をのぞかせた岩礁としてマルナイ・O・デ・ロス・ラトネス島、イエルバ島、ラ・カンパヌーカがある。
サンタ・マリーナ島は湾口の東側、ロレードの集落から100mほど沖合にある無人島である。モウロ島は湾口の中央部にある石灰岩で覆われた無人島であり、島内には灯台が設置されている。トーレ島はマグダレーナ半島の入江の沖合にある島であり、カンタブリア海上スポーツ学校の建物がある。ペドロサ島（旧称アスティーリャ島）は湾奥にある島であり、橋で本土と結ばれている。1834年には緑豊かなこの小島に療養所が建設され、1869年には熱帯病に罹った船員を隔離するための隔離病棟が稼働を開始した。1909年にはこの隔離病棟が、骨疾患および結核患者のためのペドロサ療養所に転換されている。

### 気候
スペインの中では比較的湿潤であり、夏でも穏やかな気候である。年降水量は1,187mmであり、年間を通じて降水がある。年平均気温は摂氏13.9度であり、月ごとの平均気温は最低月が摂氏5度、最高月が摂氏22度である。

### 土地利用
サンタンデール＝トレラベーガ都市圏はサンタンデール湾の西側に形成されている。サンタンデール市街地の北側には湾口に向かって緑豊かなマグダレーナ半島が伸びている。19世紀にはスペイン国王がマグダレーナ半島を夏の離宮としたことから、この半島はこの地域でもっとも洗練された地区となった。湾の東側からも湾口に向かって砂州が突き出しており、マグダレーナ半島とこの砂州は湾の内側を荒波から守っている。サンタンデール湾の土地利用は過去数世紀で大きく変化した。サンタンデール港は拡張され、湿地帯を干拓して工業地区やサンタンデール空港が造成された。湾の西側にあるペドレーニャの村にはペドレーニャ・ゴルフ場やマリーナがあり、ゴルファーのセベ・バレステロスはこの村の出身者である。サンタンデール港からはブルターニュ・フェリーズがサンタンデールとイギリスのポーツマスまたはプリマスを結ぶカーフェリーを運行しており、24-32時間かけて両国を結んでいる。ブルターニュ・フェリーズは同じくカンタブリア海にあるビルバオとポーツマスを結ぶ航路でも大型客船を運行している。サンタンデール湾ではボート競技のスペイン全国選手権が開催される。

### 流入河川
サンタンデール湾には数本の河川が注いでいる。湾奥のエル・アスティリェーロではサン・サルバドール河口とソリア河口がサンタンデール湾に注いでいるが、両河口とも下流部の数キロを除けば小規模な河川である。湾の東側にはミエラ川が注いでおり、ミエラ川の最下流部はクバス河口と呼ばれている。クバス河口の西側には河口と湾に挟まれてペドレーニャの集落が、クバス河口の東側には河口と海に挟まれてソモの集落があり、両自治体は長大な橋で結ばれている。

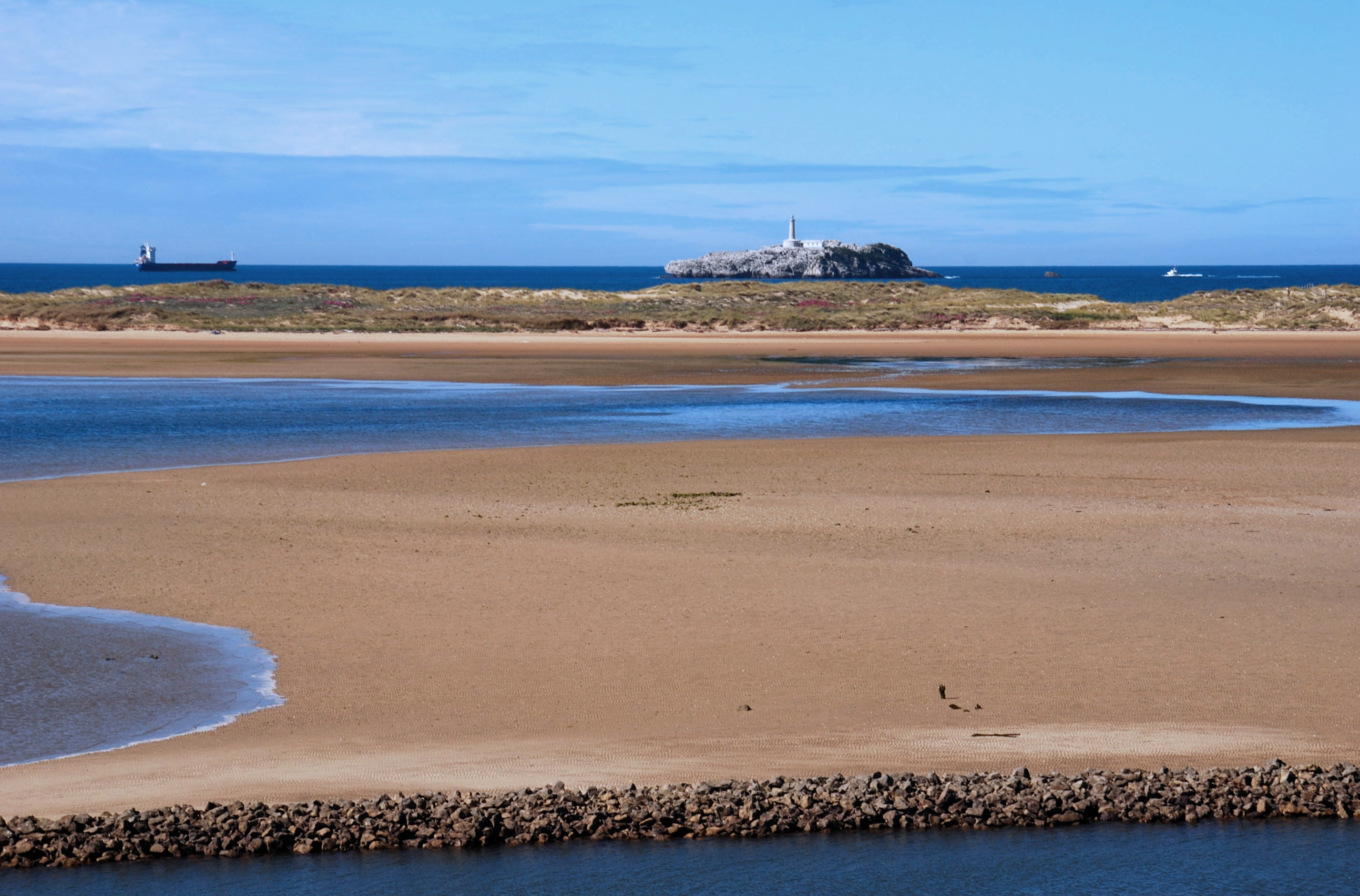
ミエラ川の河口であるリア・デ・クバス
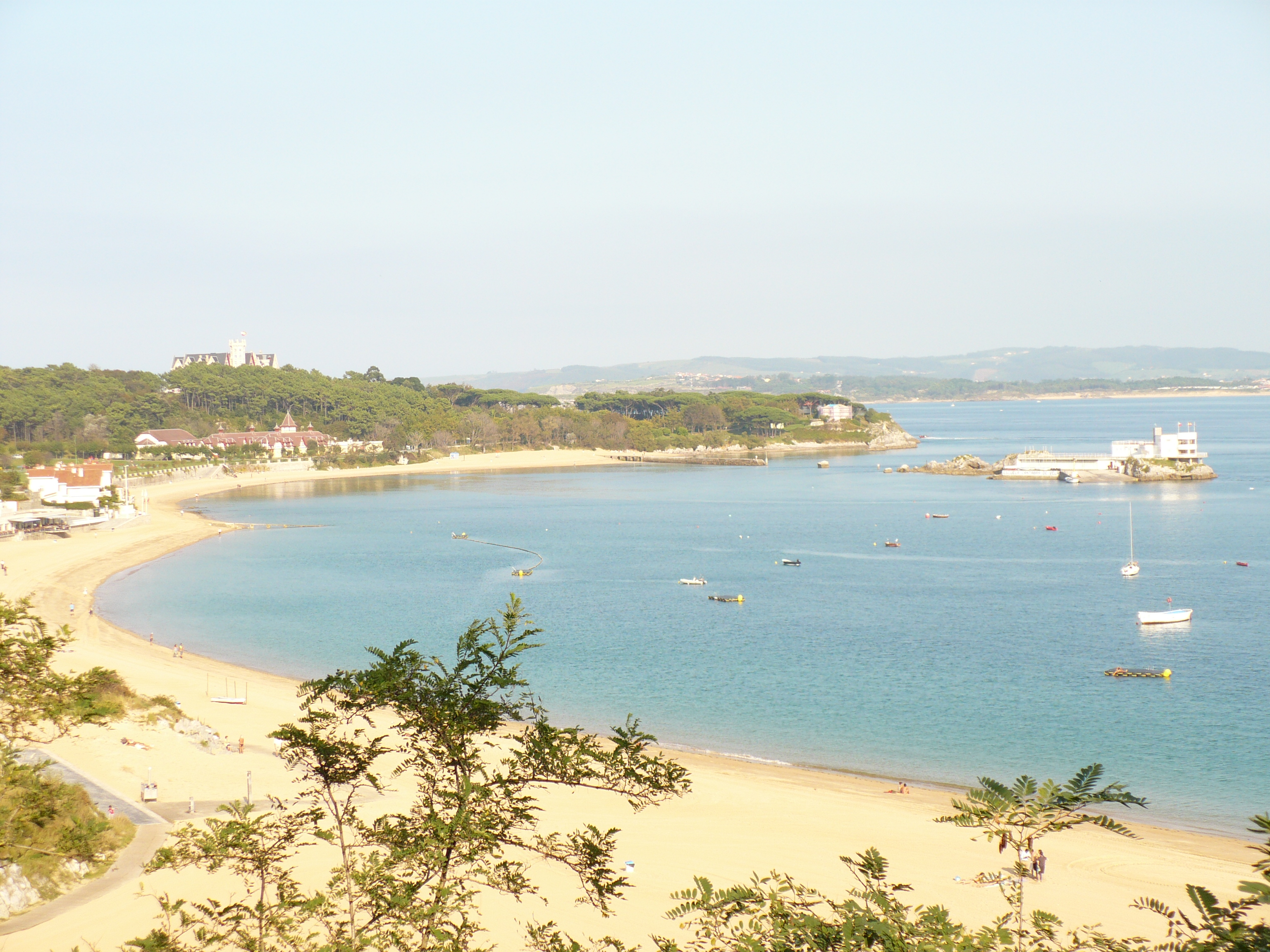
マグダレーナ半島のビーチとトーレ島（右端）
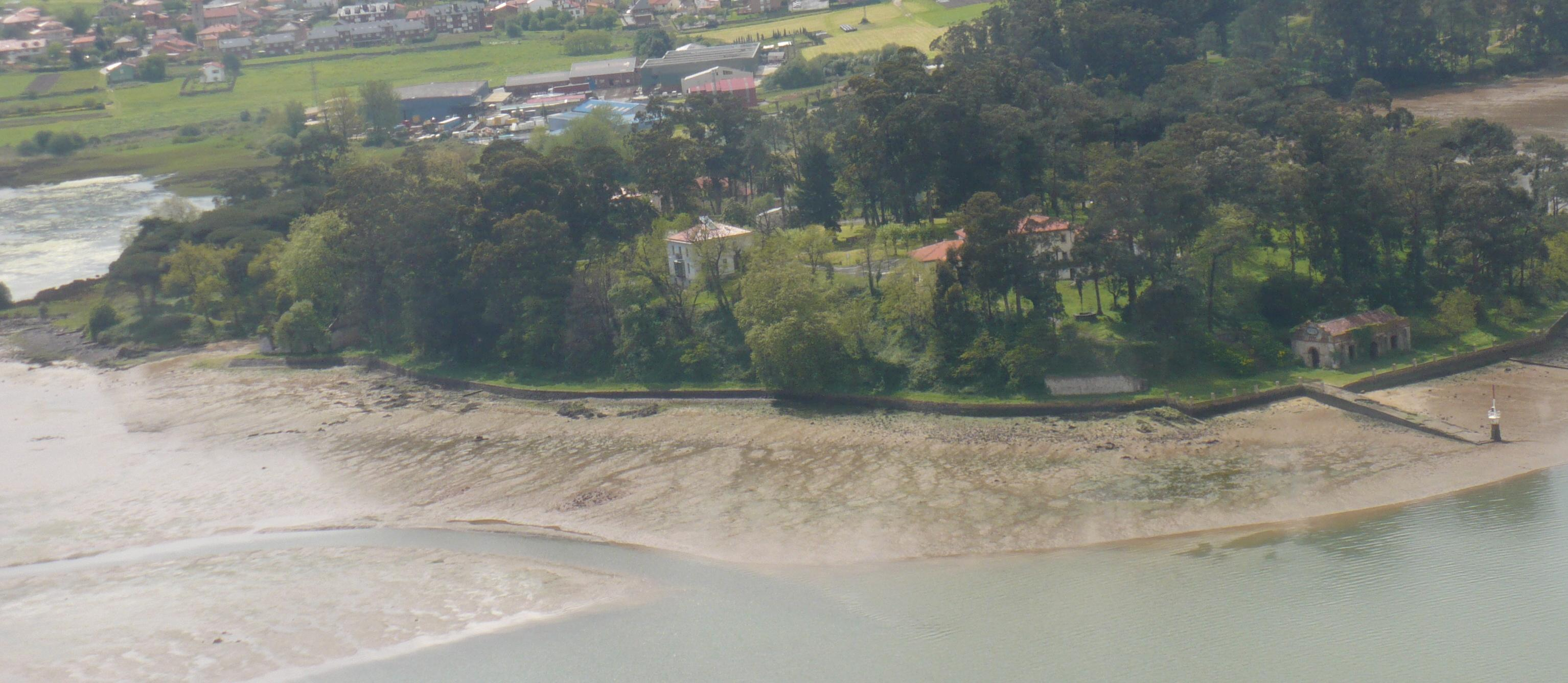
療養所があるペドロサ島
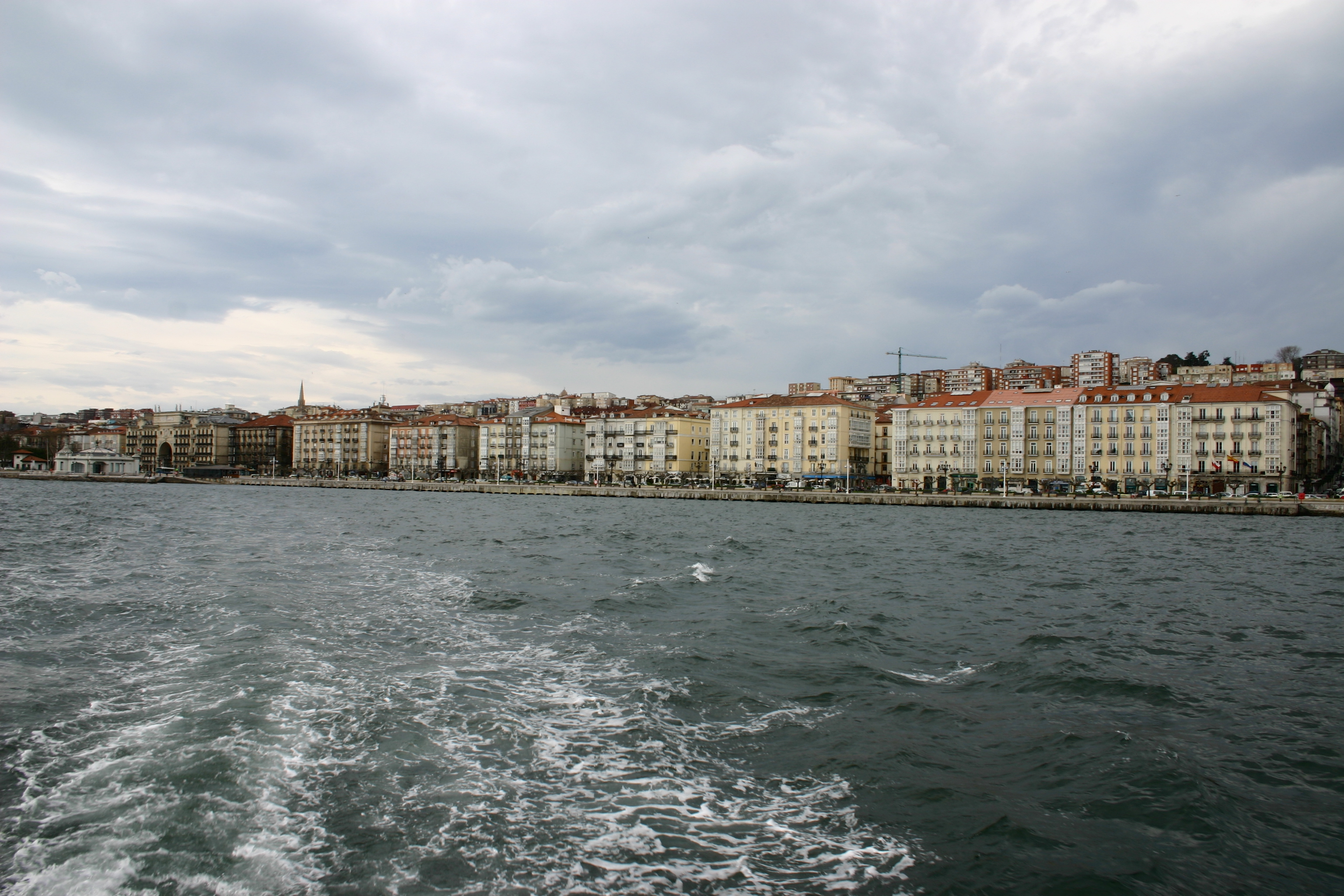
フェリーから見たサンタンデール市街地
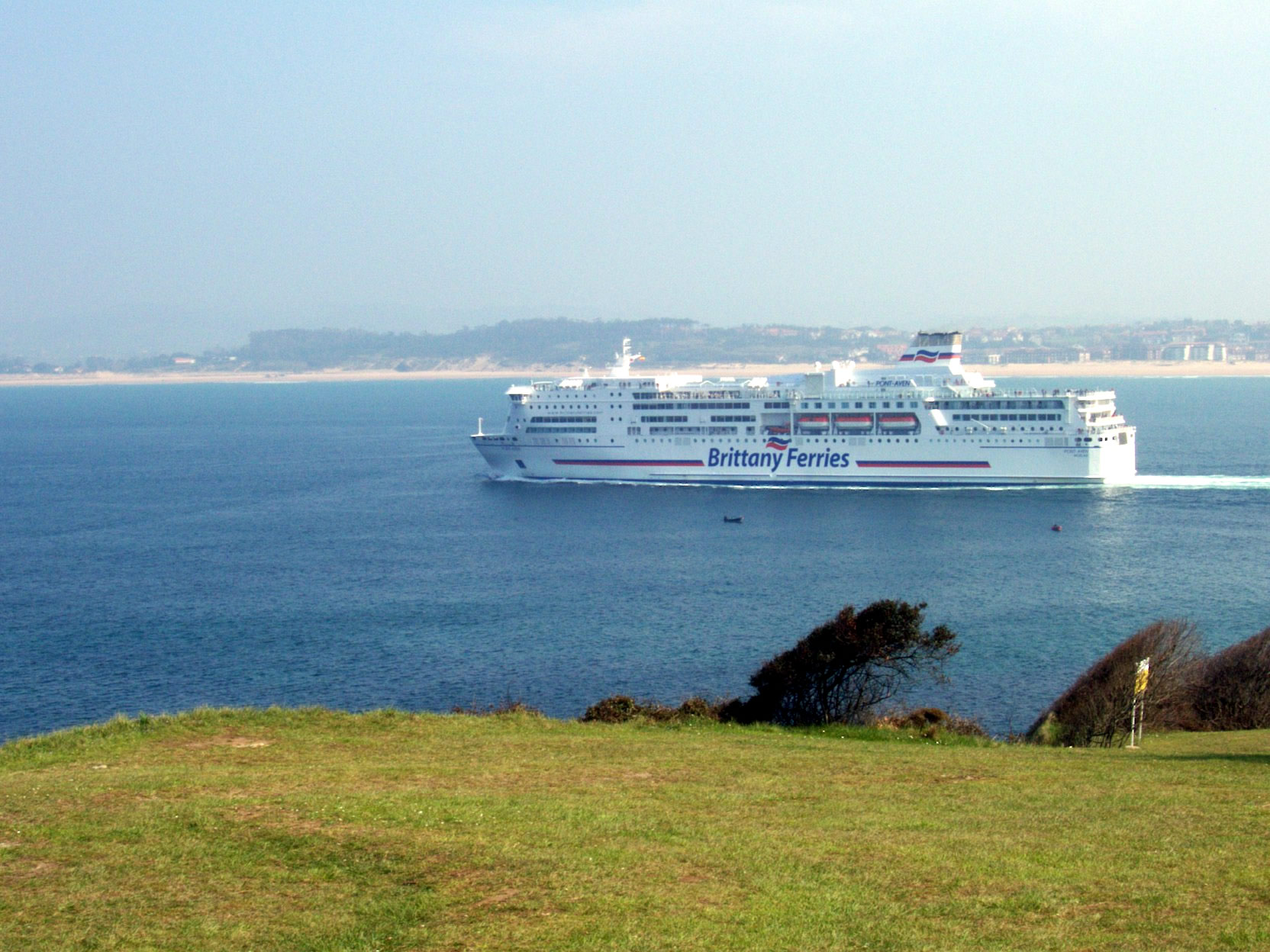
サンタンデール港を出港したフェリー
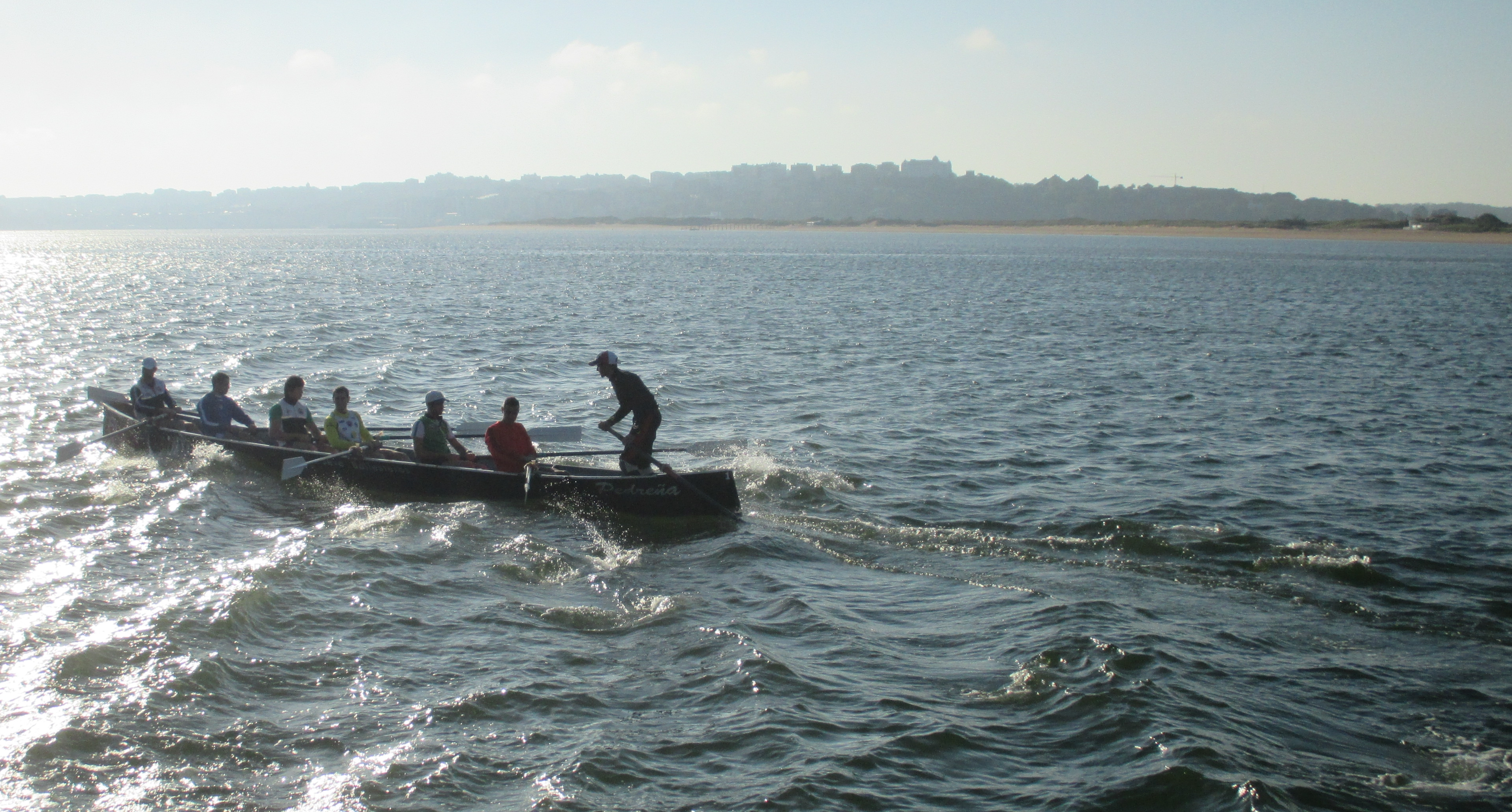
トライネラの練習風景

## 自治体
サンタンデール湾周辺には以下の自治体がある。サンタンデールに次いで大きな町は人口約18,000人のエル・アスティリェーロであり、サンタンデール、カンタブリア州第2の都市であるトレラベーガ、バスク州最大の都市であるビルバオに向かう鉄道路線の三差路となっている。
- サンタンデール
- カマルゴ（スペイン語版）
- エル・アスティリェーロ（スペイン語版）
- マリーナ・デ・クデージョ（スペイン語版）
- リバモンタン・アル・マール（スペイン語版）
- ビリャエスクサ（スペイン語版）

## 世界でもっとも美しい湾クラブ
サンタンデール市が主導して、サンタンデール湾は世界で最も美しい湾クラブに加盟した。このクラブは観光振興や資源保護などを目的とした組織であり、「優れた自然の美しさがあること」「豊かな生態系があること」「経済的潜在力があること」などが加盟条件とされている。

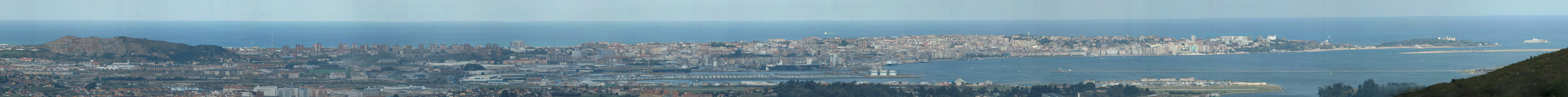
サンタンデール湾のパノラマ